# Bolivia (Karolina Północna)
Bolivia – miasto w Stanach Zjednoczonych, w stanie Karolina Północna, siedziba administracyjna hrabstwa Brunswick.